# Gabriel Antoine Barlangue
Gabriel Antoine Barlangue est un dessinateur, graveur, illustrateur et peintre français, né à Villeneuve-sur-Lot le 24 février 1874 et mort à Charenton-le-Pont le 7 avril 1956 .

## Biographie
Il a été lauréat de l’École des beaux-arts de Toulouse. Il monte à Paris en 1893 où il est reçu premier sur 550 concurrents et intègre l’École Nationale des beaux-arts où il acquiert son savoir-faire de ses maîtres, les peintres Jean-Paul Laurens (1838-1921) et Benjamin Constant (1845-1902). Il se forme à la gravure auprès de Jean Patricot (portraitiste, graveur au burin et lithographe), Henri-Émile Lefort (graveur à l'eau forte) et surtout d'Antonin Delzers (graveur au burin et à l'eau forte).
Il participe régulièrement au Salon de la Société des artistes français à partir en 1900 où il expose des peintures, des gravures et des dessins, des paysages, des portraits ainsi qu des scènes de la vie quotidienne ou des scènes religieuses. Il y a reçu plusieurs prix à partir de 1902, la médaille d'argent en 1924, et deux ans plus tard, la médaille d’or. Il est membre du jury en 1927.
Antonin Delzès l'a introduit dans le milieu des concours postaux. Il a réalisé son premier timbre, "Jeanne d'Arc", en 1928. Il a gravé de 1937 à 1953 31 timbres français, 27 timbres pour les colonies et quelques pays étrangers.

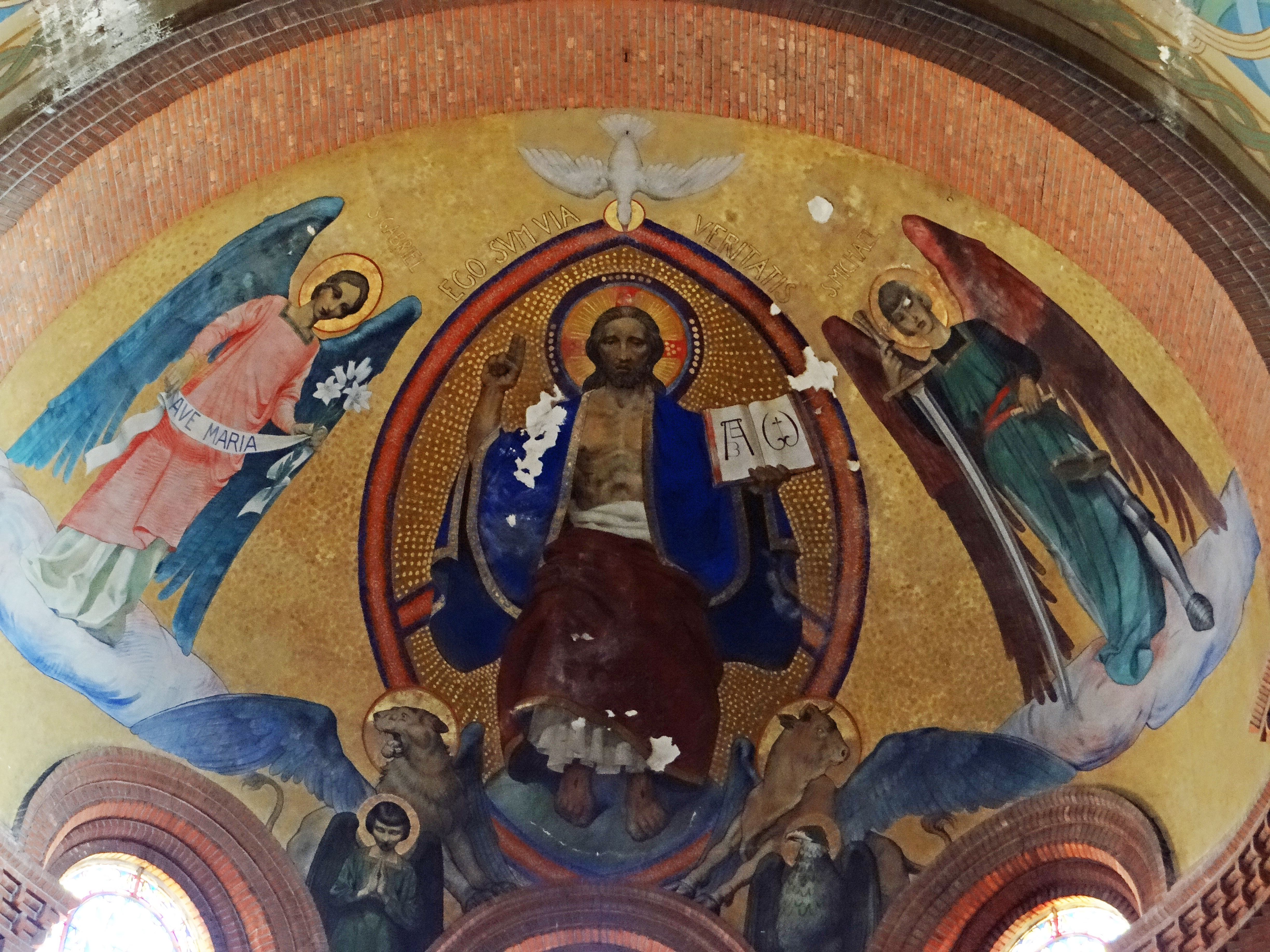
Église Sainte-Catherine de Villeneuve-sur-Lot :
Peinture de la voûte de l'abside

Vers 1930, il installe son atelier à Charenton-le-Pont où il dispose d’une presse pour s’adonner à sa seconde passion, la gravure.
Dans les années 1930, l'archiprêtre François Descuns a commandé les peintures du chœur de l'église Sainte-Catherine de Villeneuve-sur-Lot. Celles du cul-de-four sont faites par Gabriel Antoine Barlangue.
Il est resté très attaché au Lot-et-Garonne. Il a acheté une maison à Penne-d’Agenais où il séjourne durant la période estivale.
Il a réalisé un nombre important de gravures, des dessins et des tableaux qui témoignent de son enseignement classique. Parmi ses portraits on note le tableau « Fillette au Kimono » ou un joli pastel, « Jeune femme au chapeau noir », représentant son épouse.

## Décorations
- Officier d'Académie
- Chevalier de la Légion d'honneur, en 1931,
- Officier de la Légion d'honneur, en 1953[2].